# Araber (hesterace)
Fuldblodsaraberen er en ædel hesterace, som har oprindelse i de arabiske lande. Araberen har ofte fem lændehvirvler og 15 halehvirvler, mens heste normalt har seks lændehvirvler og 18-20 halehvirvler. De få hvirvler fører til at både hoved og hale føres højere end andre heste. Det gør racen let genkendelig. Den er den ældste moderne hest.

## Historie
De tidligste heste stammer fra Beduinerne, som fremavlede araberen, og meget tyder på, at der havde været struktureret avl tusinde år inden.

## Avl
Araberen (ox) bliver ofte brugt som forælder i andre hesteracer pga. dens lethed, ynde og ædle træk.

## Formål
Arabere har ofte større udholdenhed end andre hesteracer og ses ofte som vindere af langdistanceridning. Der findes særlige galopløb for arabere.

## Kendetegn
Araberen er let at kende på dens højt løftede hale, konkave næseryg, store øjne og fjedrende yndefulde bevægelser.
Araberheste måler typisk mellem 145-155 cm i stang.
Fuldblodsaraberen kan forekomme i rød, brun, sort og skimmel. Skimlen er den hyppigste, den sorte er den sjældneste. Brogede heste findes ikke indenfor fuldblodsaraberen, det samme gælder cremello-genet og dermed findes buckskin og palomino heller ikke blandt fuldblodsarabere. Pintoarabere og palominoarabere er ikke fuldblodsarabere, men iblandet andre racer, hvor genet for disse farver findes.
Temperamentet er livligt og vågent: en araber er følsom og meget lærenem. Og araberen knytter sig meget nært til sin ejer og har stærkere individualitet end andre racer. Succesfuldt arbejde med en araber bygger på venskab, tillid og trofasthed mellem hest og rytter fremfor blind lydighed og tesen om, at rytteren altid ved bedst.

## Shagya Araber
Shagya-araberen er en selvstændig race, i vid udstrækning baseret på arabiske fuldblod, som har mere størrelse, substans og ridehestepunkter end sin mindre og mere sarte bror, den arabiske fuldblod. Denne race blev udviklet i slutningen af det 18. århundrede i landene i det østrig-ungarske monarki, især i dagens Ungarn, Rumænien og Tjekkoslovakiet. Med den eksklusive brug af fuldblods araberhingste til at øge størrelse og kaliber, blev hopper af andet blod lejlighedsvis og bevidst brugt, hvilket blev noteret i stambøgerne. Stambogen føres i Tyskland af Association of Breeders and Friends of Arabian Horse VZAP og Breeding Association for Sports Horses of Arabian Descent ZSAA.